# Jaroslav Soukup (Biathlet)
Jaroslav Soukup (* 12. Juli 1982 in Jičín) ist ein ehemaliger tschechischer Biathlet.
Jaroslav Soukup lebt und trainiert in Jilemnice und startet für SKP Jablonec. Er betreibt seit 1999 Biathlon, seit 2004 als Mitglied des tschechischen Nationalkaders. Der Trainer des Sportlehrers ist Ondrej Rybár.

## Karriere
Sein internationales Debüt gab Soukup bei den Junioreneuropameisterschaften des Jahres 2000 in Zakopane. Im Einzel wurde er dort Sechster, mit der Staffel gewann er die Bronzemedaille. Weitaus weniger erfolgreich verliefen für ihn die Juniorenweltmeisterschaften des Jahres in Hochfilzen. Im folgenden Jahr gewann er in Haute-Maurienne bei den Junioreneuropameisterschaften erneut die Bronzemedaille mit der Staffel. Die Juniorenweltmeisterschaften in Chanty-Mansijsk verliefen jedoch erneut nur mäßig, bestes Ergebnis war hier ein zehnter Staffelplatz. 2002 konnte Soukup in einem Staffelrennen in Antholz im Biathlon-Weltcup debütieren. Es war jedoch für längere Zeit sein letzter Auftritt auf der höchsten internationalen Bühne des Biathlonsports, in den nächsten Saisonen trat er weiterhin bei Juniorenwelt- und Europameisterschaften sowie im Europacup an. Bei den Ridnauner Juniorenweltmeisterschaften 2002 konnte er erstmals bessere Platzierungen erreichen und gewann mit der Staffel sogar die Silbermedaille. Sein Europacupdebüt gab er in Obertilliach als Zehnter in einem Einzelrennen. Höhepunkt der Saison wurden erneut die Juniorenweltmeisterschaften in Kościelisko, wo Soukup Bronze mit der Staffel gewann. Bei den sich anschließenden Junioreneuropameisterschaften in Forni Avoltri wurde er Siebter im Sprint, Fünfter in der Verfolgung und gewann mit der Staffel, der auch Michal Šlesingr und Ondřej Moravec angehörten, die Goldmedaille. An selber Stelle startete er im Sommer des Jahres auch bei den Juniorenweltmeisterschaften im Sommerbiathlon. Hier wurde er Zehnter im Einzel und Sechster mit der Staffel.

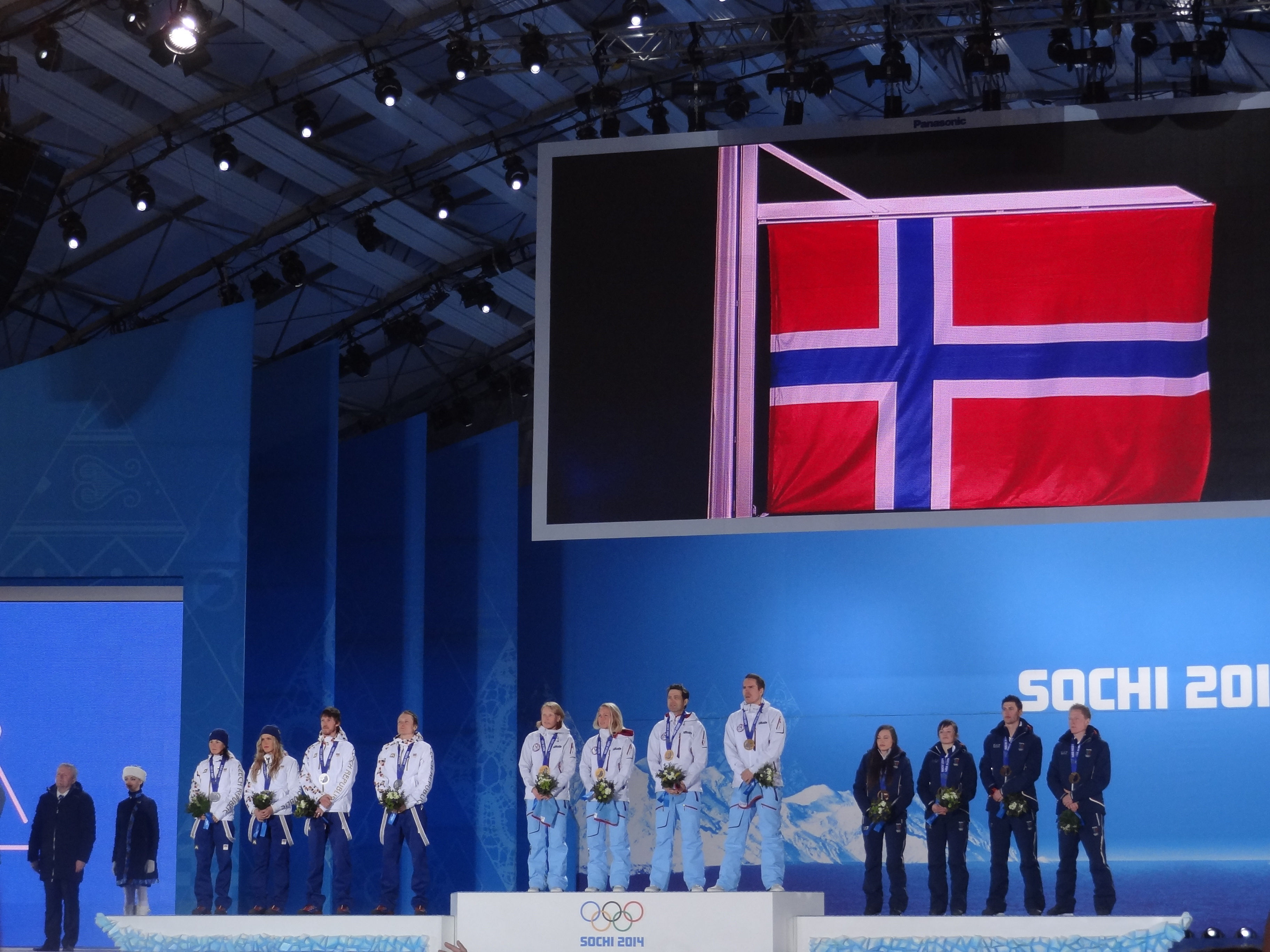
Medaillenverleihung nach dem Gewinn der Mixed-Staffel-Silbermedaille bei den Olympischen Spielen 2014 in Sotschi

2004 debütierte Soukup in einem Sprintrennen in einem Weltcupeinzelrennen in Pokljuka (74.). Sein Saisonhöhepunkt wurde die Teilnahme an den Europameisterschaften in Minsk, wo seine beste Platzierung ein neunter Platz im Einzel wurde. Im Sommer trat er in Osrblie bei den Sommerbiathlon-Weltmeisterschaften an und wurde Neunter in der Verfolgung und Vierter mit der Staffel. Besonders erfolgreich war er bei den Welttitelkämpfen im Jahr darauf in Muonio. Nach einem vierten Platz im Sprint gewann er Bronze in der Verfolgung, Silber im Massenstart und Gold mit der Staffel. Am Holmenkollen in Oslo konnte der Tscheche als 19. in der Verfolgung in der folgenden Saison erstmals Weltcuppunkte sammeln. Bei der Europameisterschaft 2006 in Langdorf gewann er mit Gold im Sprint erstmals einen Einzeltitel. Bei den Weltmeisterschaften 2006 im Sommerbiathlon in Ufa gewann er erneut eine Silbermedaille mit der Mannschaft. In der Saison 2006/07 konnte der Sportler auch vermehrt Erfolge im Europacup feiern. In Östersund wurde er 18. in einem Einzel, in Hochfilzen konnte er 15. im Sprint und Vierter mit der Staffel werden. Saisonhöhepunkt wurde die Teilnahme an den Biathlon-Weltmeisterschaften 2007 in Antholz, wo er als beste Platzierung einen 32. Platz im Sprint erreichte. Bei den Europameisterschaften in Bansko gewann Soukup schließlich noch eine Silbermedaille hinter Tomasz Sikora im Sprint. In der Saison 2009/2010 gelang Jaroslav Soukup im Einzel von Antholz als 4. zum ersten Mal der Sprung unter die Top Ten. Jaroslav Soukup nahm an den Olympischen Winterspielen 2010 teil. Sein bestes Resultat war der 30. Platz im Einzel. Mit der Staffel belegte er Rang 7.
Zum Auftakt der Weltcupsaison 2011/12 in Östersund belegt Jaroslav Soukup nach Platz 7 im Sprint in der Verfolgung Rang 3 und stand damit das erste Mal auf dem Siegerpodest. Bei der Weltmeisterschaft 2012 in Ruhpolding gewann Soukup die Bronzemedaille im Einzel.
In der Saison 2012/13 stand für Soukup und seine Mannschaftskameraden die Heimweltmeisterschaft in Nové Město an. Gleich beim ersten Wettbewerb, der Mixed-Staffel, konnte das tschechische Quartett aus Veronika Vítková, Gabriela Soukalová, Soukup und Ondřej Moravec die Bronzemedaille erreichen. Im weiteren Verlaufe konnte er noch einen 27. Platz im Sprint sowie weitere Top 50 Platzierungen in Verfolgung und Einzel verbuchen. Zum Abschluss erreichte die Männerstaffel noch einen 6. Rang.
Die olympische Saison 2013/14 verlief zunächst solide mit diversen Top 40 Platzierungen. Bei den Olympischen Spielen in Sotschi im Februar 2014 konnte Jaroslav Soukup seine erste olympische Medaille erreichen. Im Sprint landete er nach fehlerfreiem Schießen auf Platz 3 hinter Olympiasieger Ole Einar Bjørndalen und dem Zweiten Dominik Landertinger. Auch in der Mixed-Staffel landete die tschechische Mannschaft mit der gleichen Mannschaft wie bei der Heim-WM 2013 auf dem Podest und holte die Silbermedaille. Im Gesamtweltcup wurde Soukup 30. Seine beste Platzierung am Saisonende. Die folgenden Jahre verliefen solide. Herauszustellen ist noch ein 11. Platz im Sprint der Weltmeisterschaft in Kontiolahti 2015. Nach zahlreichen Jahren im Weltcup wurde Soukup ab 2015 wechselnd in Weltcup und IBU-Cup eingesetzt. Bei den Olympischen Spielen 2018 erreichte er mit der tschechischen Männerstaffel einen 7. Platz.
Zum Ende der Saison 2017/18 beendete er seine Karriere als Profisportler.

## Statistiken

### Weltcupplatzierungen
Die Tabelle zeigt alle Platzierungen (je nach Austragungsjahr einschließlich Olympische Spiele und Weltmeisterschaften).
- 1.–3. Platz: Anzahl der Podiumsplatzierungen
- Top 10: Anzahl der Platzierungen unter den ersten zehn (einschließlich Podium)
- Punkteränge: Anzahl der Platzierungen innerhalb der Punkteränge (einschließlich Podium und Top 10)
- Starts: Anzahl gelaufener Rennen in der jeweiligen Disziplin
- Staffel: inklusive Mixed- und Single-Mixed-Staffeln

| Platzierung         | Einzel | Sprint | Verfolgung | Massenstart | Staffel | Gesamt |
| ------------------- | ------ | ------ | ---------- | ----------- | ------- | ------ |
| 1. Platz            |        |        |            |             |         |        |
| 2. Platz            |        |        |            |             | 1       | 1      |
| 3. Platz            | 1      | 1      | 1          |             | 2       | 5      |
| Top 10              | 4      | 4      | 2          | 1           | 38      | 49     |
| Punkteränge         | 19     | 41     | 32         | 11          | 48      | 151    |
| Starts              | 34     | 108    | 62         | 11          | 48      | 263    |
| Stand: Karriereende |        |        |            |             |         |        |

### Olympische Winterspiele
Ergebnisse bei Olympischen Winterspielen:
|                                             | Einzelwettbewerbe | Einzelwettbewerbe | Einzelwettbewerbe | Einzelwettbewerbe | Staffelwettbewerbe | Staffelwettbewerbe |
| Sprint                                      | Verfolgung        | Einzel            | Massenstart       | Herrenstaffel     | Mixedstaffel       |                    |
| ------------------------------------------- | ----------------- | ----------------- | ----------------- | ----------------- | ------------------ | ------------------ |
| Olympische Winterspiele 2010 \| Vancouver   | 52.               | 51.               | 30.               | –                 | 7.                 |                    |
| Olympische Winterspiele 2014 \| Sotschi     | 3.                | 20.               | 17.               | 24.               | 11.                | 2.                 |
| Olympische Winterspiele 2018 \| Pyeongchang | –                 | –                 | –                 | –                 | 7.                 | –                  |